# Movimento Islâmico Nacional do Afeganistão
O Movimento Islâmico Nacional do Afeganistão (em persa: جنبش ملی اسلامی افغانستان, Junbish-i-Milli Islami Afghanistan) é um partido político uzbeque do Afeganistão. Seu líder é o general Abdul Rashid Dostum.
Foi descrito como "uma organização fortemente povoada com os ex-comunistas e islamistas", e é considerado como ligeiramente secular e de esquerda.  Sua base eleitoral está principalmente nos uzbeques, e é mais forte nas províncias de Jowzjan, Balkh, Faryab , Sar-e Pol, e Samangan .